# The Krolls
The Krolls — российская лаунж-поп группа из Петербурга. Образовалась в апреле 2007 года. Исполняют песни на французском языке, хотя, как сами утверждают в интервью, абсолютно его не понимают.

## Название группы
Название группы «The Krolls» произошло от злобных ушастых существ «Кроллов» (прозвище вокалистки группы Марии Андрейчиковой «Кролик» + «Тролль»), которых нарисовал для первой афиши их друг Вадим Чёрный. Впоследствии эти «существа» стали логотипом группы.

## История
Первый концерт состоялся 13 апреля 2007 года в клубе «F-108». На первых порах их главным приютом стала сцена кафе «Стирка». За две недели без каких-либо финансовых вложений записали альбом, который выпустили на лейбле «Мистерия звука» уже в ноябре 2007 года.
В октябре 2007 года их творчество заметил посвящённый музыке журнал «Rolling Stone», назвавший группу «Открытием года». После чего их имя ещё несколько раз попадало в данный журнал.
За 2007 — 2008 годы группа «The Krolls» дала более 100 концертов в России и Европе. Музыканты выступали в эфире таких телеканалов как A-ONE, 100ТВ, О2 ТВ. Музыка «The Krolls» вошла в саундтрек к телесериалу «Маргоша».
С 10 июля 2009 года их композиции впервые зазвучали на радио — они дали эксклюзивный концерт в прямом эфире радио «Серебряный дождь» в программе «Мишанина».
Песня «Bang! Bang! Bang!» прозвучала в фильме «Суперменеджер, или Мотыга судьбы».
29 июля 2010 года состоялся релиз дебютного видео The Krolls на песню «Umbrella», оно сразу попало в ротацию телеканала MTV.
1 августа 2011 The Krolls объявили о выходе новой песни «Le Saucisson», на которую они тоже сняли видео.
21 сентября 2011 The Krolls заявили о том, что группа официально закончила своё существование.
Антон Тульский работает креативным директором в одной из рекламных компаний Санкт-Петербурга.
Мария Андрейчикова закончила кулинарную школу Le Cordon Bleu, живёт в Лондоне и работает поваром.
Сергей Горун работает саунд-продюсером, диджеем, промоутером, продюсером в Anancy Sound.
2 ноября 2012 Мария Андрейчикова и Сергей Горун стали мужем и женой. Мария взяла фамилию мужа.

## Состав
- Мария Андрейчикова — вокал[2]
- Антон Тульский — автор музыки[2]

До «The Krolls» участвовал во франкоязычном проекте «Le Jonathan». В настоящее время делает проект GOLD и indie проект Kookaburra.
- Виктор «Pro…» Санков — басист[2]

Участвовал в группах «Сегодняночью», «Nina Karlsson», «GameBoyz», «Roninbeat».
В настоящее время играет в группе «Полюса».
- Сергей «Ganjet» Горун — тромбонист[2]

Играл в нескольких реггей- и ска-командах, среди которых «The Grasshopers» и «Диапозитив». Параллельно участвует в группе Ras Orchestra.
- Яна Чудит — директор[2]

До «The Krolls» работала администратором группы «Сегодняночью», также является директором группы «Non Cadenza», «Nina Karlsson».

## Дискография
- Альбом «FrenchElectroAlcoPop» (29 ноября 2007 года)[9]
  1. Kroll Rock
  2. La Cocaine, Le Chocolat (рус. Кокаин, шоколад) — июнь 2007 года[5]
  3. Au Revoir
  4. Reserve Aux Filles
  5. Stars
  6. Bang, Bang, Bang!
  7. La Course Des Tortues
  8. La Parapluie
  9. Le Cafe
  10. Le Poisson
  11. Voodoo TV
  12. Umbrella (рус. Зонт)
- Сингл «Macaques de Office» (27 марта 2009 года)[10]
  1. Macaque de Office (рус. Офисные макаки) — в конце этой песни играет фрамент Beatles «Hey Jude».
  2. La Russie chante et boit (рус. Россия поёт и пьёт)
  3. Les cow-boys de Leningrad (рус. Ленинградские ковбои)
  4. Belles années soixante-dix (рус. Прекрасные семидесятые)
- Другое
  1. Kill-In-Milk